# Nadbieg

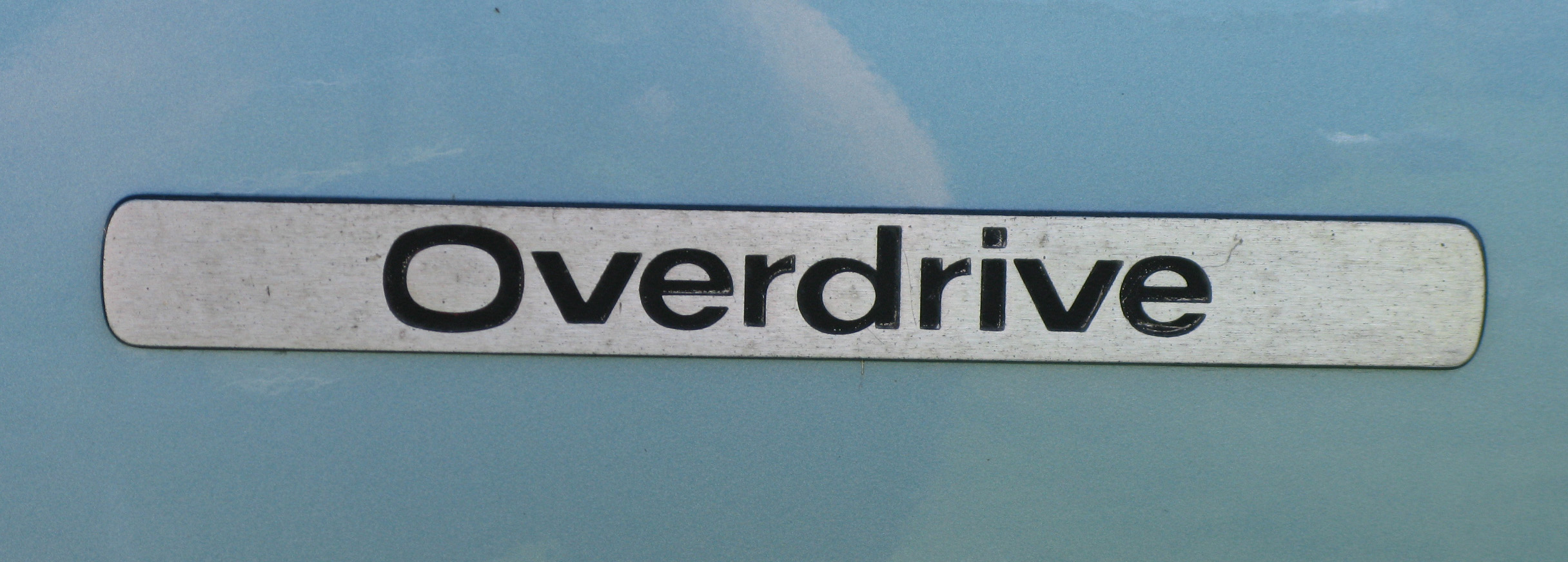
Nadbieg, oznaczenie na karoserii samochodu

Nadbieg (overdrive) – dodatkowe, najwyższe przełożenie przekładni w skrzyni biegów, przy którym silnik pojazdu poruszającego się po terenie o zerowym nachyleniu przy bezwietrznej pogodzie nie osiąga obrotów mocy maksymalnej. Dawniej realizowana za pomocą zewnętrznej dwubiegowej przekładni, obecnie w postaci najwyższego biegu w skrzyni biegów.
W znaczeniu potocznym nadbiegiem jest każde przełożenie skrzyni biegów o ilorazie niższym niż 1:1.
Nadbieg jest stosowany dla oszczędności paliwa, zmniejszenia zużycia części silnika i przeniesienia napędu, oraz hałasu w sytuacji, kiedy samochód porusza się z dużą, jednostajną prędkością przy niewielkich oporach ruchu (np: autostrady, równe odcinki drogi).